# Obra hidráulica

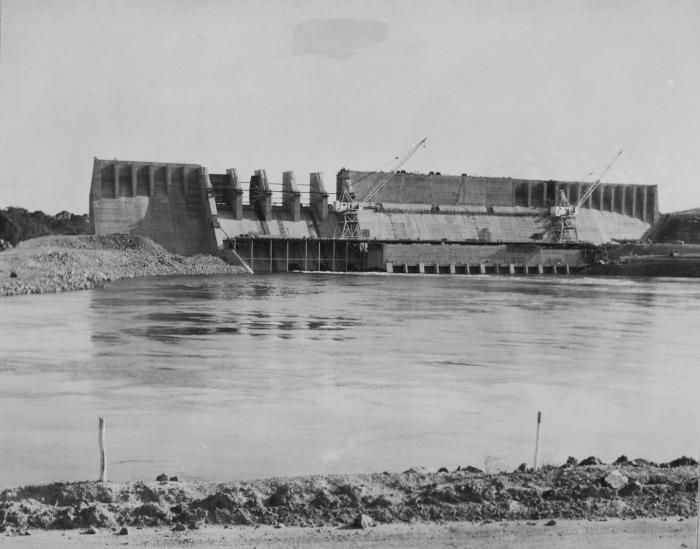
Una obra hidráulica

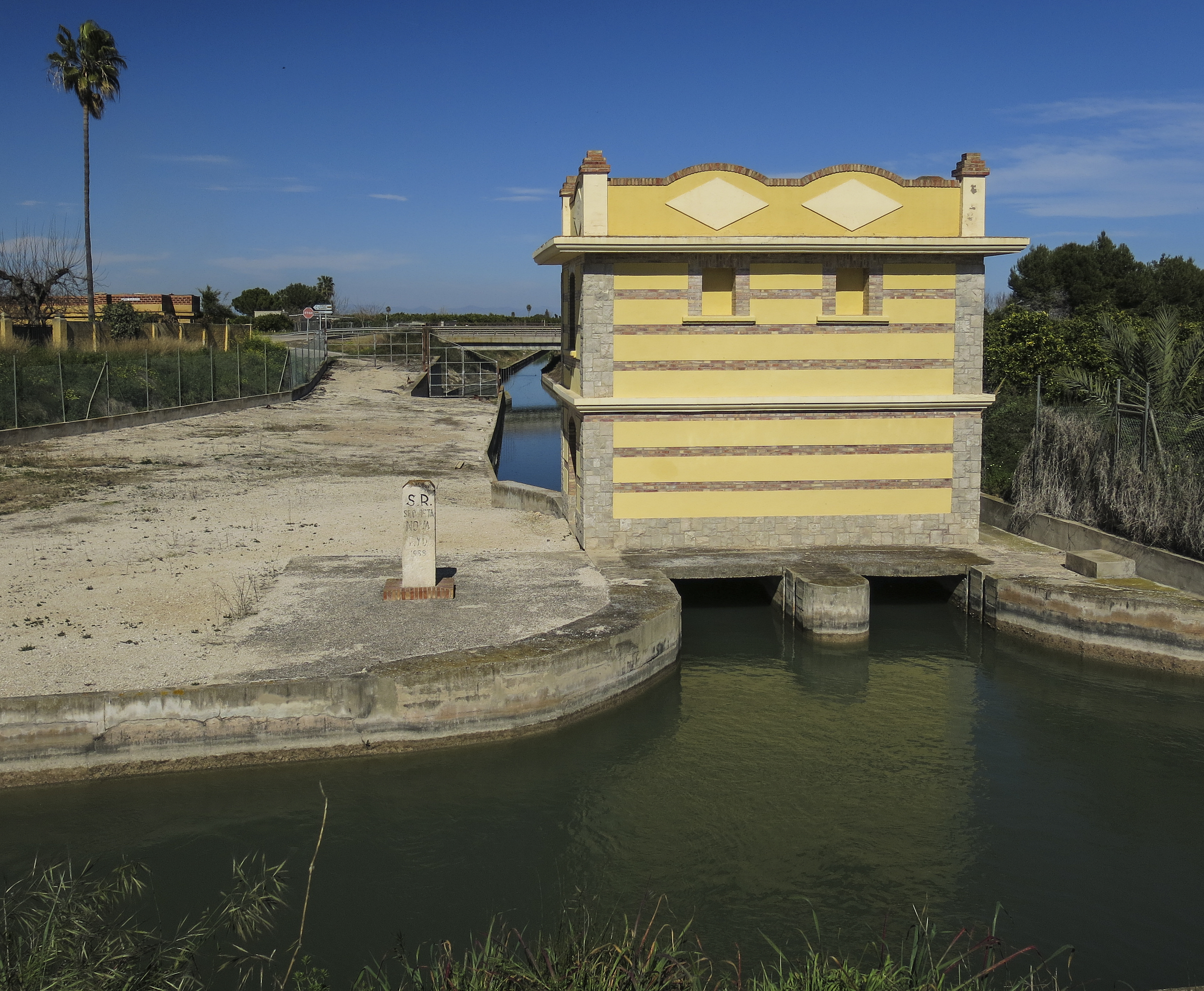
El cano de Sueca, la Acequia Mayor de Sueca y la acequia Nueva

Se entiende por obra hidráulica o infraestructura hidráulica a una construcción, en el campo de la ingeniería civil, ingeniería agrícola e ingeniería hidráulica, donde el elemento dominante tiene que ver con el agua. Se puede decir que las obras hidráulicas constituyen un conjunto de estructuras
construidas con el objetivo de controlar el agua, cualquiera que sea su origen, con fines de
aprovechamiento o de defensa.  
Generalmente se consideran obras hidráulicas:
- Canales, que pueden constar de diversos elementos como por ejemplo:
  - Hidráulicos de derivación.
  - Compuerta de entrada.
  - Controles de nivel del agua en el canal.
    - Ver Compuerta AMIS, estas se utilizan para controlar el nivel del agua en estanques y canales aguas arriba de la compuerta.
    - Ver Compuerta AVIS, se utilizan para controlar el nivel del agua en canales aguas abajo de la compuerta.

  - Dispositivos para la  medición del caudal.
  - Dispositivos de seguridad.
  - Balsa de agua, considerando las construidas artificialmente.
  - Cruces:
    - Canal de riego con dren --> Puente acuífero o puente canal
    - Canal de riego o de drenaje con caminos rurales --> obra de drenaje o puente.
- Presas, que pueden constar de las siguientes partes:
  - Vertedero o aliviadero.
  - Descarga de fondo
  - Cuencas de disipación
  - Bocatomas para los diversos usos del embalse.
  - Escalera de peces
  - Obras provisionales durante la construcción.
    - Túnel de derivación
    - Ensevaderas.
- Estaciones de bombeo, que pueden constar de las siguientes partes:
  - Canal de aproximación
  - Reja para el desbaste y la retención de finos.
  - Cámara de succión
  - Bomba hidráulica
  - Motor, el que puede ser de muy diversos tipos, y consecuentemente exigir infraestructura de apoyo diverentes, como pueden ser: estaciones de transformación de energía eléctrica; depósitos de combustible; Paneles solares; o, Generadores eólicos.
  - Línea de impulsión
  - Dispositivo para amortiguar el golpe de ariete.
- Esclusas, que pueden constar de las siguientes partes:
  - Áreas de espera, a la entrada y salida de la esclusa.
  - Reservas de agua para el llenado de la esclusa.
  - Canales de llenado y vaciado.
  - Compuertas.
  - Dispositivos electro-mecánico para inmovilizar y mover los barcos.
- Red de abastecimiento de agua potable
- Sistema de recogida de aguas residuales
- Sistemas de riego
- Sistema de drenaje Los sistemas de drenaje se pueden clasificar según el área en que se desarrollan enː
  - Drenaje en áreas rurales
  - Drenaje de aguas pluviales

Según la función específica del dren, puede tratarse deː
- Drenes asociados a sistemas de riego; o,
- Drenes para el saneamiento de zonas pantanosas.

Según el tipo de estructura los drenes pueden serː 
- Drenes horizontales; o,
- Drenes verticales

- Defensas ribereñas
- Recarga artificial de acuíferos, pozos de absorción.
- Trasvase, se trata de obras que llevan el agua de un río o un lago hacia una cuenca vecina. Ver por elemploː Proyecto Especial de Irrigación e Hidroenergético de Olmos